# Nicolás González y Pérez
Nicolás González y Pérez CMF (* 3. Februar 1869 in La Nuez de Arriba; † 23. März 1935) war ein römisch-katholischer Ordensgeistlicher und Apostolischer Vikar von Fernando Poo.

## Leben
Armengol Coll y Armengol trat der Ordensgemeinschaft der Claretiner bei und empfing am 6. August 1893 die Priesterweihe. Papst Benedikt XV. ernannte ihn am 24. August 1918 zum Apostolischen Vikar von Fernando Poo und Titularbischof von Ionopolis.
Der Apostolische Nuntius in Spanien, Francesco Ragonesi, spendete ihm am 30. November desselben Jahres die Bischofsweihe; Mitkonsekratoren waren Prudencio Melo y Alcalde, Bischof von Madrid, und Eustaquio Nieto y Martín, Bischof von Sigüenza.